# Nathan George Evans

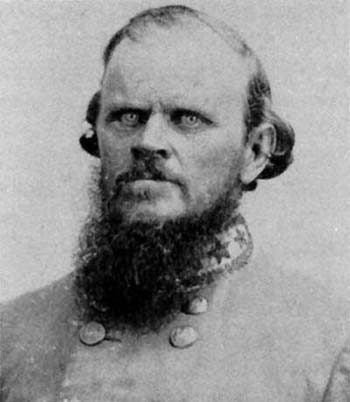
General Evans

Nathan George „Shanks“ Evans (* 3. Februar 1824 in Marion, South Carolina; † 23. November 1868 in Midway, Alabama) war Offizier des US-Heeres und Brigadegeneral der Konföderierten im Sezessionskrieg.

## Leben
Evans wuchs in South Carolina auf und besuchte kurze Zeit das Randolph-Macon-College in Boydton, Virginia, bevor er an die Militärakademie in West Point, New York berufen wurde. Er beendete 1848 das Studium als 36. seines Jahrgangs. Shanks diente anschließend als Leutnant bei den Dragonern und der Kavallerie an der Frontier im Westen. 1861 quittierte er seinen Dienst.
Evans trat dem konföderierten Heer bei, wo er den Dienstgrad eines Obersten erhielt und zum Brigadekommandeur einer kleinen Brigade ernannt wurde. Mit der Brigade nahm er am 21. Juli 1861 an der ersten Schlacht am Bull Run teil. Anschließend erhielt er das Kommando über eine andere Brigade, mit der er die Furten des oberen Potomacs überwachte. Am 21. Oktober 1861 vertrieb er Unionstruppen im Gefecht bei Balls Bluff vom Virginiaufer in der Nähe von Leesburg, Virginia.
Kurz danach wurde er zum Brigadegeneral befördert und Kommandeur des 1. Verteidigungsbezirks von South Carolina. Da er erst wenige Tage vor dem Gefecht von Secessionville sein neues Kommando übernahm, spielte er bei dieser Auseinandersetzung keine Rolle.
Im Juli 1862 bekam er das Kommando über eine neu gebildete Brigade aus South Carolina-Regimentern. Die Brigade wurde General Lees Nord-Virginia-Armee unterstellt und nahm am 30. August 1862 an der zweiten Schlacht von Manassas, am 14. September 1862 an der Schlacht am South Mountain und am 17. September 1862 an der Schlacht am Antietam teil.
Im Sommer 1863 wurde die Brigade General Joseph E. Johnston unterstellt, um Vicksburg (Mississippi), Mississippi zu entsetzen. Danach kehrte die Brigade nach Charleston (South Carolina), South Carolina zurück. Evans wurde wegen Ungehorsams vom Dienst entbunden. Nach einer schweren Verletzung nach einem Verkehrsunfall wurde er nicht mehr feldverwendungsfähig. Evans fand eine Verwendung im Kriegsministerium und floh mit dem Präsidenten, den er bis zum 1. Mai 1865 begleitete, aus Richmond.
Nach dem Krieg wurde er Leiter einer High School in Cokesbury, South Carolina und in Midway, Alabama, wo er 1868 an den Spätfolgen des Verkehrsunfalls starb.